# Temple City
Temple City – miasto w Stanach Zjednoczonych, w stanie Kalifornia, w hrabstwie Los Angeles. W 2010 zamieszkiwało je 35 558 osób. Miasto leży na wysokości 12 metrów n.p.m. i zajmuje powierzchnię 10,374 km².
Prawa miejskie uzyskało 25 maja 1960.